# Mobilisation permanente
La mobilisation permanente est une mobilisation continue des assujettis au service militaire pendant une longue guerre, qui permet de compenser les pertes des forces armées dues à un mécanisme établi de conscription et de formation des assujettis au service militaire d'âges successifs.

## Histoire

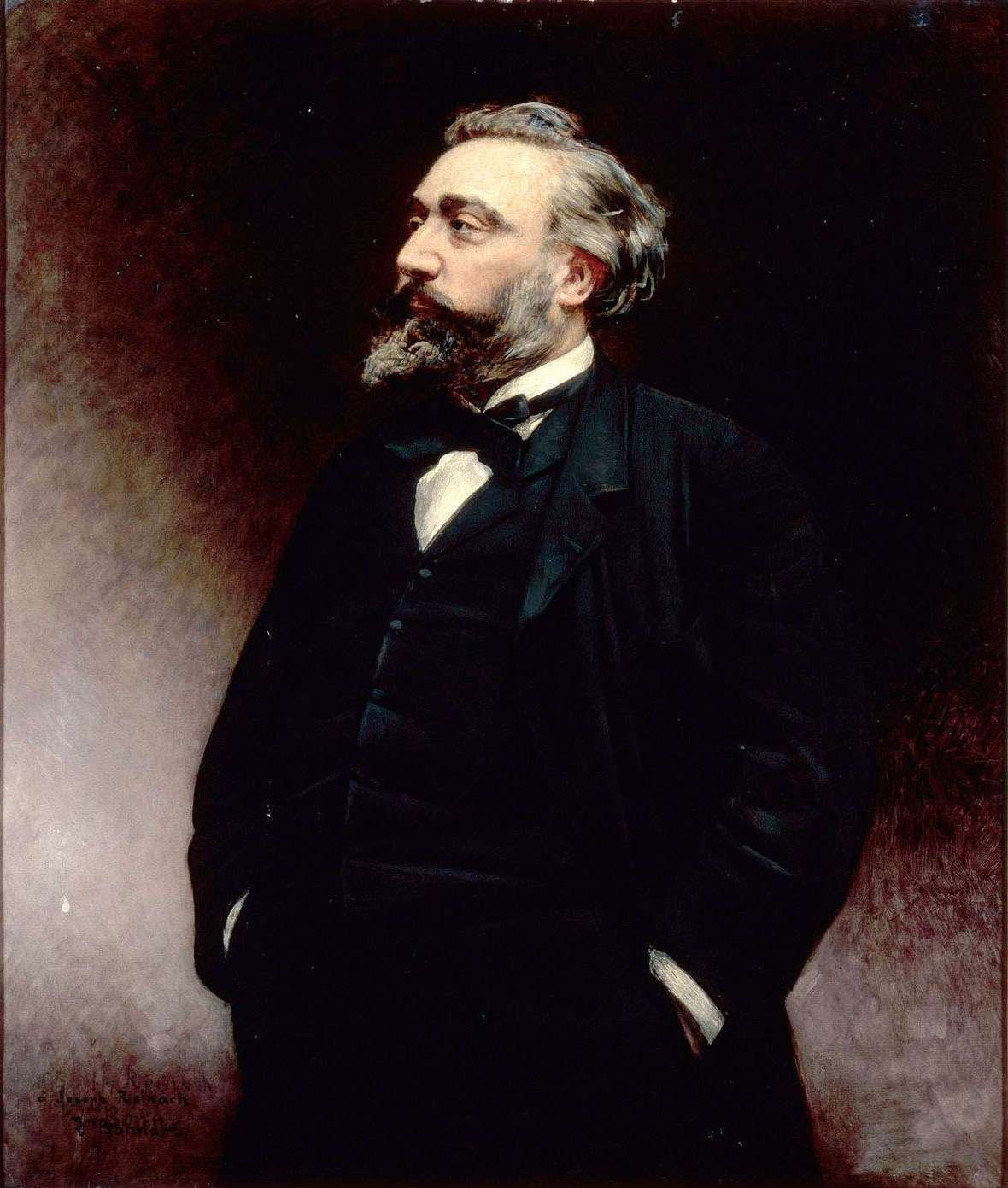
Léon Gambetta.

En décembre 1870, Moltke écrit : « Au cours d'opérations couronnées d'un succès sans précédent, l'armée allemande a pu capturer toutes les forces que l'ennemi avait mises en place au début de la guerre. Cependant, en l'espace de trois mois seulement, la France a trouvé l'occasion de créer une nouvelle armée, plus nombreuse que celle qui était morte. »
Cela se passe à l'époque de la guerre franco-prussienne, lorsque dans le premier mois des actions militaires les forces prussiennes réussissent à prendre Metz défendue par Bazaine et à défaire Mac Mahon à la bataille décisive de Sedan. Les quelques forces rescapées furent rassemblées à Paris et encerclées. La communication avec la province n'était assurée que par mongolfières. Léon Gambetta, s'appuyant sur la province et les ports ouverts, parvient à déployer un important travail de mobilisation dans toute la France : pendant quatre mois de son travail, Gambetta forme, en moyenne, six mille fantassins et deux batteries par jour,.
Moltke s'est rendu compte que ce mécanisme pouvait fournir une source presque inépuisable de réapprovisionnement de l'armée d'active. Mais il admet que ce n'était pas acceptable pour l'Empire allemand en raison de son incapacité à mener une guerre d'usure. Ainsi il est nécessaire de réviser radicalement les principales dispositions de la stratégie militaire allemande.
Plus tard, l'idée de mobilisation permanente a été développée dans l'ouvrage d'Alexandre Svetchine, Stratégie.

## Seconde Guerre mondiale

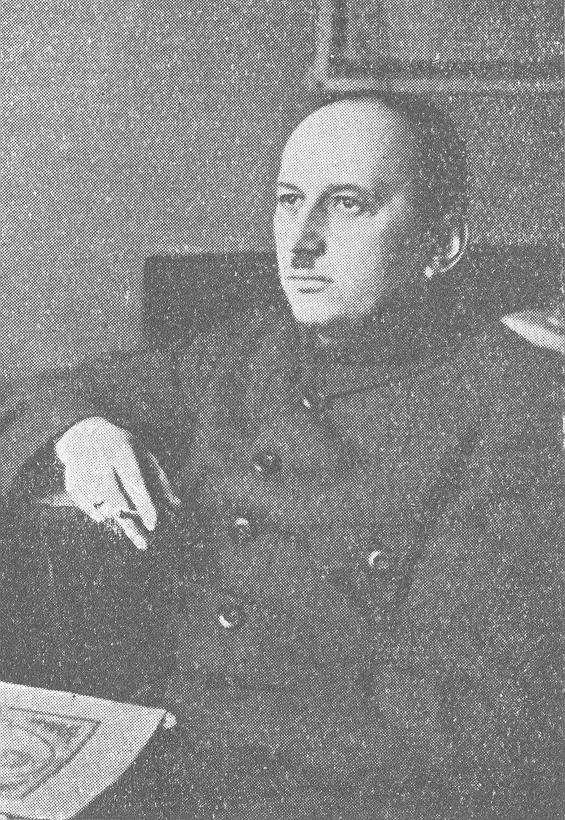
Alexandre Svetchine, fusillé en 1938.

Selon les estimations allemandes, la Russie soviétique ne pourrait pas mettre sous les armes plus de 6,2 millions de personnes en proportion : 107 divisions lors de la première vague de mobilisation, 77 après la deuxième et 25 après la troisième.
Dans l'Armée rouge, c'est le maréchal Chapochnikov qui a repris l'idée de mobilisation permanente qui, en s'appuyant sur un système fonctionnant en continu d'entraînement militaire universel (vsevoboutch), par lequel environ 10 millions de citoyens sont passés pendant les années de guerre, a réussi à assurer le ravitaillement et le renouvellement des troupes des fronts tout au long de la guerre.
La mobilisation permanente est l'une des raisons principales ayant permis à l'État soviétique d'éliminer en permanence les conséquences des pertes humaines et, finalement, de gagner la guerre.
Dans une large mesure, la victoire a été facilitée par la présence dans des zones inaccessibles à l'ennemi, d'une industrie de défense développée, ainsi que l'opération promptement menée, sans précédent dans l'histoire, de relocalisation des forces vives productives de l'URSS d'ouest en est et de la mobilisation générale des esprits.
L'Allemagne n'a pas pu emprunter la voie de la mobilisation permanente, à la suite de quoi les divisions allemandes, en raison du retard du taux de formation par rapport aux pertes croissantes, ont avancé dans une composition en diminution constante dès les premiers jours de la guerre. Finalement déjà à la fin de l'année 1941, la Blitzkrieg est entrée dans une nouvelle phase de guerre de mouvement prolongée mais persistante et, si au début de la guerre sur le front de l'Est, environ 3 millions de soldats des forces armées allemandes (Wehrmacht) ont combattu, en 1944 leur nombre a été réduit à 1,5 million.